# 本間正明
本間 正明（ほんま まさあき、1944年3月11日 - ）は、日本の経済学者。専攻は公共経済学。近畿大学教授、同世界経済研究所所長。北海道出身。

## 人物
政府税制調査会会長（2006年11月から12月まで）、関西社会経済研究所所長、大阪市都市経営諮問会議座長（2004年から2005年3月7日まで）大阪府特別顧問（2008年9月1日から2009年3月31日まで）等を歴任。大阪大学副学長を経て近畿大学世界経済研究所所長/教授。大阪大学経済学博士。サプライサイド経済学を志向している。また、政界・財務省にコネクションを持ち、政府および地方公共団体の民間委員を歴任。竹中平蔵、大田弘子両元経済財政担当大臣とは特に親交が深い。
経済財政諮問会議の一員だった2003年10月から原宿の国家公務員官舎（東郷台宿舎）を相場50万円を大きく下回る月7万7000円で借りていたことが2006年12月の週刊ポストで報じられた（後の報道によって、大阪大学が財務省から無償で借り受け、本間は大阪大学に家賃を払っていたことが判明した）。
また週刊ポスト2006年12月22日号においてJR原宿駅から徒歩5分の立地にある「東郷台宿舎」に愛人を住まわせていたと報じられ、本間は12月13日に記者会見を行い、この問題について、「(愛人の女性とは)誠実な交際をしている。妻とは離婚協議中で基本的な合意が成立」していると、釈明した。
本間は同年12月18日付けで当該官舎を退去したが、記者会見で税制調査会長職について「職務を全うしたい」と続投の意向を一旦は示した。しかしその後一転し辞任の意向を表明。安倍晋三首相（当時）や塩崎恭久内閣官房長官（当時）は慰留したが、同年12月21日に一身上の都合を理由に税制調査会長を辞任した。

## 経歴
- 1944年 北海道生まれ[6] または樺太生まれ[7]
- 1967年 大阪大学経済学部卒業
- 1973年
  - 大阪大学大学院博士課程中途退学
  - 大阪大学経済学部助手
- 1976年 大阪大学経済学部助教授
- 1979年 ウォーリック大学客員教授
- 1983年 大阪大学より経済学博士の学位を取得（学位論文「租税の経済理論」）
- 1985年 大阪大学経済学部教授
- 1987年 大蔵省財政金融研究所主任研究官
- 1993年 ロンドン大学STICERD客員研究員
- 1994年 大阪大学大学院国際公共政策研究科教授
- 1997年 大阪大学経済学部長
- 1998年 大阪大学副学長
- 2000年 大阪大学大学院経済学研究科教授
- 2001年
  - 経済財政諮問会議民間議員
  - 政府税制調査会委員
- 2004年 大阪市都市経営諮問会議座長就任
- 2005年 人材登用をめぐる対立から關淳一大阪市長（当時）に大阪市都市経営諮問会議座長を解任される
- 2006年
  - 11月 政府税制調査会会長就任
  - 12月 政府税制調査会会長辞任
- 2007年
  - 3月 大阪大学を退職
  - 10月 近畿大学世界経済研究所所長/教授
- 2008年
  - 9月 大阪府特別顧問就任
- 2009年
  - 3月 大阪府特別顧問辞任
- 2016年
  - 11月 瑞宝重光章受章[8]

## 主な著作
- 租税の経済理論（創文社 1982年）：日経・経済図書文化賞受賞
- 財政（有斐閣 1988年）
- 税制改革の実証分析（東洋経済新報社 1989年）
- ゼミナール現代財政入門（日本経済新聞社 1990年）
- 日本型市場システムの解明 日本経済の新しい見方（有斐閣 1993年）
- フィラン・ソロピーの社会経済学（東洋経済新報社 1993年）
- ボランティア革命 大震災での経験を市民活動へ（東洋経済新報社 1996年）
- NPOの可能性 新しい市民活動（かもがわ出版 1998年）
- 21世紀日本型福祉社会の構想（有斐閣 1998年）
- 民からの改革（清分社 1998年）
- 地方財政改革 ニューパブリックマネジメント手法の適用（有斐閣 2001年）
- 財政危機「脱却」財政構造改革への第1歩（東洋経済新報社 2001年）
- コミュニティビジネスの時代 NPOが変える産業、社会、そして個人（岩波書店 2003年）
- 概説市場化テスト 官民競争時代の到来（NTT出版 2005年）
- 公共経済学（東洋経済新報社 2005年）